# Sweeny Inlet
Sweeny Inlet är en vik i Antarktis. Den ligger i Västantarktis. Inget land gör anspråk på området.